# Zeijen
Zeijen é uma cidade dos Países Baixos, na província de Drente. Zeijen pertence ao município de Tynaarlo, e está situada a .
Em 2001, a cidade de Zeijen tinha 447 habitantes. A área urbana da cidade é de 0.20 km², e tem 177 residências.
A área de Zeijen, que também inclui as partes periféricas da cidade, bem como a zona rural circundante, tem uma população estimada em 750 habitantes.